# Asterropteryx
Genre
Asterropteryx est un genre de poissons regroupant 6 des nombreuses espèces de gobies.

## Liste des espèces
Selon World Register of Marine Species (17 déc. 2015) :
- Asterropteryx atripes Shibukawa & Suzuki, 2002
- Asterropteryx bipunctata Allen & Munday, 1995
- Asterropteryx ensifera Bleeker, 1874
- Asterropteryx ovata Shibukawa & Suzuki, 2007
- Asterropteryx semipunctata Rüppell, 1830
- Asterropteryx senoui Shibukawa & Suzuki, 2007
- Asterropteryx spinosa Goren, 1981
- Asterropteryx striata Allen & Munday, 1995

Selon ITIS (17 déc. 2015) :
- Asterropteryx atripes Shibukawa & Suzuki, 2002
- Asterropteryx bipunctata Allen & Munday, 1995
- Asterropteryx ensifera (Bleeker, 1874)
- Asterropteryx semipunctata Rüppell, 1830
- Asterropteryx spinosa (Goren, 1981)
- Asterropteryx striata Allen & Munday, 1995